# Kawanishi J6K Jinpu
Kawanishi J6K Jinpu – niezrealizowany projekt japońskiego samolotu myśliwskiego dalekiego zasięgu, przeznaczonego dla lotnictwa Japońskiej Cesarskiej Marynarki Wojennej. Projekt nie wyszedł poza etap budowy pełnowymiarowej makiety samolotu.

## Historia

### Geneza
Podstawowym i praktycznie jedynym samolotem myśliwskim lotnictwa Japońskiej Cesarskiej Marynarki Wojennej (Dai-Nippon Teikoku Kaigun Kokutai) do końca lat 30. XX wieku był myśliwiec pokładowy (kanjo sentoki lub w skróconej formie kansen). Tego typu samoloty z definicji operowały z pokładów lotniskowców, ale gdy zaszła taka potrzeba, równie dobrze z lądowych lotnisk. Sytuacja ta uległa zmianie wraz z wybuchem konfliktu w Chinach w 1937 roku. Skala konfliktu i ogromne obszary, nad którymi toczyły się walki sprawiły, że jedyny wówczas dostępny marynarce myśliwiec Mitsubishi A5M nie był w stanie wywiązać się z zadań jakie przed nim postawiono. Z braku oporu ze strony praktycznie nieistniejącej chińskiej marynarki wojennej, samoloty Cesarskiej Marynarki zostały skierowane do działań na lądzie. Marynarka prowadziła operacje bombowe przy użyciu maszyn Mitsubishi G3M. Zasięg prowadzonych działań sprawiał, że maszyny realizowały swoje zadania często bez osłony myśliwskiej, narażając się tym samym na przeciwdziałanie ze strony nieprzyjacielskiego lotnictwa. Straty były na tyle duże, że zrezygnowano z przeprowadzania nalotów dziennych na korzyść akcji przeprowadzanych w nocy. Doraźne próby wykorzystania istniejących konstrukcji dysponujących odpowiednim zasięgiem, jak na przykład myśliwiec eskortowy Mitsubishi G6M1 czy mający podobny rodowód myśliwiec armii Nakajima Ki-58, nie przyniosły zadowalającego rezultatu. Tym samym Cesarska Marynarka stanęła przed koniecznością pozyskania zupełnie nowych dla niej dwóch typów samolotów: myśliwca eskortowego dalekiego zasięgu (enkyori sentoki, w skrócie tosen) oraz myśliwca przechwytującego (kyokuchi sentoki, w skrócie kyokusen).
Podobne prace prowadziło lotnictwo Japońskiej Armii Cesarskiej, które w 1937 roku również zainteresowało się pozyskaniem maszyny zdolnej do eskortowanie na długich dystansach wypraw bombowych. W toku ewolucji wymagań lotnictwa armii, zaprojektowano i zbudowano jedyny produkowany seryjnie, dwusilnikowy samolot myśliwski tej formacji, Kawasaki Ki-45.

### W stronę myśliwca dalekiego zasięgu
Jeszcze w 1938 roku Wydział Techniczny Głównego Biura ds. Lotnictwa Armii (Rikugun Kōkū Honbu Gijutsubu) wystosował do wytwórni Mitsubishi i Nakajima zlecenie zaprojektowania i budowy myśliwca dalekiego zasięgu określanego mianem Myśliwiec lądowy 13-Shi (13-Shi Rikujo Sentoki). Mitsubishi odmówiła zajęcia się projektem z uwagi na obciążenie bieżącymi pracami, głównie przy projekcie 12-Shi Kansen, czyli późniejszym Mitsubishi A6M. Natomiast firma Nakajima zaprojektowała i zbudowała 13-Shi Sohatsu Rikujo Sentoki (Dwusilnikowy myśliwiec lądowy 13-Shi), który wyewoluował w maszynę Nakajima J1N. J1N nie sprawdził się jako maszyna eskortowa dalekiego zasięgu, ale osiągnął sukcesy w roli samolotu rozpoznawczego i myśliwca nocnego. Równolegle jednak, intensywność walk w Chinach spadła a japońskie lotnictwo morskie otrzymało do swojej dyspozycji Mitsubishi A6M, jego zasięg i charakterystyki lotne pozwoliła wywalczyć i utrzymać przewagę w powietrzu. W 1941 roku wydano kolejną specyfikację, 16-Shi Enkyori Sentoki (16-Shi Rikujo Sentoki). Powstała ona w ramach pierwszego, czteroletniego programu rozwoju prototypów nowych samolotów (Dai-ichi-Ji Yon-Kanen Jitsuyo-ki Shisei Keikaku), jaki został opracowany na lata budżetowe 1939 - 1942. Specyfikacja została przekazana do realizacji jedynie firmie Nakajima, ale tym razem producent odmówił usprawiedliwiając się trwającymi pracami nad dopracowywaniem samolotu J1N. 
Rok później, w ramach drugiego programu czteroletniego obejmującego okres od 1941 do 1944 roku, ponownie wydano specyfikację techniczną opisującą warunki, jakie musi spełniać lądowy myśliwiec dalekiego zasięgu 17-Shi Rikusen. Jednak tym razem powodem poszukiwania nowej konstrukcji nie były walki w Chinach ale działania prowadzone nad ogromnymi obszarami Pacyfiku. Wydział Techniczny skierował specyfikację do firmy Kawanishi. Nakajima była w tym okresie obciążona bieżącymi pracami uniemożliwiającymi jej ponowne zajęcie się nowym projektem. Kawanishi była znana głównie z produkcji wodnosamolotów, jednak w tym momencie zgłosiła chęć zajęcia się projektem samolotu, będącego dla niej nowym typem.

### Kawanishi J3K
Plany zakładały przekazanie wytwórni specyfikacji w czerwcu 1942 roku, a ukończenie prób w locie maszyny prototypowej w lipcu 1944 roku. Jednak z powodu opóźnień Kawanishi otrzymała specyfikacje dopiero 21 sierpnia 1942 roku. Nowy projekt otrzymał oznaczenie wojskowe J3K1, oznaczenie fabryczne KX-2, a w ramach realizowanego drugiego planu oznaczenie K-90. W odróżnieniu od wcześniejszych specyfikacji, najnowsza, 17-Shi, powstawała w zupełnie innych realiach strategicznych niż te, które powstały z doświadczeń wyniesionych podczas walk nad Chinami. Tym razem miał powstać jednomiejscowy, jednosilnikowy, ofensywny myśliwiec dalekiego zasięgu charakteryzujący się uzyskiwaniem bardzo dobrych osiągów na dużych wysokościach i dysponujący silnym uzbrojeniem strzeleckim. Nowa maszyna miała uczestniczyć w walkach na kierunku południowym, gdzie Japończycy parli w kierunku Australii i wyspom południowego Pacyfiku. J3K1 miał być zdolny nie tylko do towarzyszenia bombowcom w ich wyprawach, ale również wywalczyć i utrzymać przewagę w powietrzu nad rejonami przyszłych desantów. W tych warunkach, najbardziej odpowiedni do tego typu zadań wydawał się być jednomiejscowy i jednosilnikowy samolot myśliwski. Silne uzbrojenie strzeleckie miało dać maszynie możliwość równorzędnej walki ze zdecydowanie lepszym lotnictwem amerykańskim i australijskim niż lotnictwo chińskie. Początkowo do napędu nowej maszyny producent planował wykorzystanie silnika Nakajima NK9 Homare, ale plany uległy zmianie, gdy Wydział Techniczny zażądał użycie 18-cylindrowego silnika w układzie podwójnej gwiazdy Mitsubishi MK9B (Ha-43-21). Silnik ten nie był jednak dopracowaną konstrukcją mogącą zostać natychmiast wykorzystaną do użycia, okazało się też, że zużycie paliwa będzie na tyle duże, iż wymagany duży zasięg samolotu w tych warunkach jest nie do osiągnięcia. Tym samym na początku 1943 roku wszelkie prace nad projektem J3K1 wstrzymano.

### Kawanishi J6K
Wydział Techniczny nie rezygnował jednak z prób pozyskania nowego myśliwca dalekiego zasięgu. Tym bardziej, że dzięki intensywnym pracom wytwórni Nakajima nad silnikiem NK9 Homare serii 40 wyposażonym w dwubiegowe, dwu lub trzystopniowe sprężarki, przemysł lotniczy wszedł w posiadanie silników charakteryzujących się osiąganiem zdecydowanie większej mocy na dużej wysokości niż wcześniejsze jednostki napędowe. Mając to na uwadze, Wydział Techniczny 1 sierpnia 1943 roku przekazał Kawanishi kolejną już specyfikację 18-Shi Rikujo Sentokio (Myśliwiec lądowy 18-Shi) lub 18-Shi Ko Sentoki (Myśliwiec typu Ko 18-Shi). Specyfikacja zawierała oczekiwania uzyskania przez nowy samolot prędkości maksymalnej rzędu 667 km/h na wysokości 10 000 metrów, pułapu praktycznego 13 000 m, czasu wznoszenia na pułap 10 000 m poniżej 18 minut i zasięgu 2300 km. Maszyna otrzymała wojskowe oznaczenie J6K1 i nazwę Jinpu (szkwał). Ze strony wytwórni konstruktorem odpowiedzialnym za realizację projektu został inżynier Sakae Totsuka, a kierownikiem zespołu projektowego inżynier Toshiharu Baba. Na przełomie 1943 i 1944 roku ukończono projekt wstępny samolotu, a 1 lutego 1944 roku rozpoczęto budowę drewnianej makiety naturalnej wielkości. 7 lutego wizytatorzy ze strony Wydziału Technicznego odwiedzili wytwórnię celem zapoznania się z postępem prac na myśliwcem. 3 kwietnia tego samego roku rozpoczęto sporządzanie szczegółowej dokumentacji technicznej prototypu. 2 czerwca odbyła się oficjalna inspekcja makiety maszyny przez przedstawicieli przyszłego odbiorcy - Cesarskiej Marynarki Wojennej. Wizyta przebiegła pomyślnie, ale zalecono wprowadzenie niewielkich zmian. Dotyczyły one uzbrojenia (rezygnacji z przykadłubowych karabinów), instalacji masztu antenowego za kabiną pilota oraz niewielkiej zmiany usterzenia poziomego, polegającą na przesunięciu go do tyłu i w górę. W połowie 1944 roku sytuacja strategiczna Japonii był już zupełnie inna niż jeszcze parę lat temu. Kraj stanął przed widmem amerykańskich bombardowań strategicznych prowadzonych z bardzo wysokiego pułapu przez B-29, na które nie był przygotowany. Lotnictwo Marynarki zdecydowanie bardziej potrzebowało wówczas maszyn przechwytujących niż myśliwców dalekiego zasięgu. 8 lipca 1944 roku Wydział Techniczny nakazał wstrzymać wszelkie prace nad J6K1. Stało się to pod wpływem Ministerstwa Uzbrojenia (Gunjusho), które zamierzało ograniczyć liczbę prowadzonych projektów nowych samolotów, aby skupić wysiłki na najbardziej obiecujących i dających największe szanse na realizację zgodnie z ogłoszonym w lipcu 1944 roku planem unifikacji modeli uzbrojenia (Kishu Togo Keikaku-an). J6K1 został uznany za zbędny, z jednej strony pomimo obliczeniowych osiągów przewyższających oczekiwania (685 km/h na wysokości 10 000 m), z drugiej strony, z uwagi na to, iż silnik Homare 42 nadal nie był w fazie produkcji seryjnej. W zaistniałej sytuacji, podstawowym samolotem myśliwskim Lotnictwa Marynarki miał zostać N1K2-J Shiden Kai.
Nie był to jednak koniec projektu. Wrócono do niego wiosną 1945 roku. Wówczas to Pierwszy Arsenał Techniczny Marynarki Wojennej (Ichi-Gisho) oraz Wydział Techniczny rozpoczęły wspólnie prace nad projektem nowych samolotów myśliwskich Jiki Ko Sentoki (myśliwce Ko następnej generacji). Miały być to bardzo silnie uzbrojone maszyny, dysponujące dużą szybkością i zdolne operować na dużych i bardzo dużych wysokościach. 1 maja 1945 roku na terenie Arsenału odbyło się spotkanie przedstawicieli Lotnictwa Marynarki oraz wytwórni Kawanishi, Mitsubishi i Nakajima. Spotkanie miało na celu wypracowanie wspólnej strategii dotyczącej wyboru projektów myśliwców, jakie miały zostać skierowane do realizacji w najbliższej przyszłości. Ustalono, że pierwszoplanowym celem ma być realizacja projektu wysokościowego myśliwca przechwytującego Kokodo Kosen (myśliwiec wysokościowy typu Ko). Kolejnym pytaniem, przed jakim stanęli uczestnicy spotkania, było: w jaki sposób pozyskać nową maszynę? Wśród rozważanych propozycji była modernizacja istniejących już maszyn typu N1K2-J i A7M2 poprzez instalację nowych silników, zaprojektowanie i budowa zupełnie nowego samolotu oraz reaktywacja projektu J6K1 Jinpu. Ostatnią możliwość odrzucono, kończąc tym samym historię projektu.

## Konstrukcja
Zaprojektowano samolot o klasycznej jak na owe czasy sylwetce w układzie wolnonośnego dolnopłata z chowanym, trójkołowym podwoziem z kółkiem ogonowym. Koła wraz z goleniami podwozia głównego chowane były do wnęk w centropłacie, natomiast kółko ogonowe do wnęki w kadłubie. Jest prawdopodobne, iż w ostatecznej wersji maszyny golenie podwozia miały być wydłużane po wypuszczeniu podwozia i skracane podczas chowania. Jest to tym bardziej prawdopodobne, iż z uwagi na obecność pod kadłubem, pomiędzy karabinami, szerokiej chłodnicy oleju, koła podwozia głównego musiały w całości zmieścić się we wnękach znajdujących się w centropłacie, wnęki nie mogły sięgać kadłuba. Tym samym golenie podwozia musiały być relatywnie krótkie. Istniejące rysunki techniczne wskazują, iż prześwit pomiędzy końcówkami śmigieł a powierzchnią gruntu wynosił zaledwie 28 cm i to przy nieobciążonych amortyzatorach. Tzw. „twarde” lądowanie w takich warunkach zakończyłoby się uszkodzeniem śmigieł, a w najgorszym razie kapotażem samolotu. Mechanizm skracania i wydłużania goleni podwozia głównego został zastosowany w samolocie Kawanishi N1K. Maszyna miała mieć całkowicie metalową konstrukcję z wyjątkiem krytych płótnem sterów i lotek. Lotki i stery samolotu zaopatrzone były w trymery, przy czym trymery lotek nastawiano tylko na ziemi, podczas lotu nie była możliwa zmiana ustawienia. Kabina pilota osłonięta nieruchomym wiatrochronem i odsuwaną do tyłu owiewką. Proste skrzydła o trapezowym obrysie i zaokrąglonymi końcówkami, technologicznie dzielące się na centropłat o rozpiętości 6 metrów i niewielkim wzniosie wynoszącym 1,5° oraz części zewnętrzne o bardzo dużym wzniosie wynoszącym 7°. W centropłacie znajdowały się dwa zbiorniki paliwa o łącznej pojemności 830 l. Dodatkowy, 600-litrowy zbiornik na paliwo umieszczono w kadłubie. Przewidywano również możliwość podwieszenia dodatkowego, odrzucanego zbiornika pod kadłubem, prawdopodobnie o pojemności 400 l. Taki zapas paliwa był wyjątkowy jak na jednosilnikowe samoloty myśliwskie, ale był niezbędny do wypełniania misji dalekiego zasięgu. Wolnonośne usterzenie klasyczne o trapezowym obrysie z zaokrąglonymi końcówkami. Standardowym wyposażeniem samolotu miała być radiostacja 3-Shiki Ku 1-Go (Typ 3 Ku Wzór 1), radionamiernik 1-Shiki Ku 3-Go *Typ 1 Ku Wzór 3), instalacja tlenowa do lotu na dużych wysokościach, radar Kawanishi FK-3 Denpa Keikaiki (w nomenklaturze japońskiej było to radiowe urządzenie ostrzegawcze). Radar miał zasięg wykrywania wynoszący 50 km dla celów powietrznych i 70 km dla celów morskich. Pracował na fali o długości 2 m i ważył około 60 kg. Instalacja wyposażona była w antenę typu Yagi. Sam radar był w owym okresie dopiero w fazie opracowywania i nie jest jasne, gdzie zostałby umieszczony i czy w ogóle do tego by doszło. Tym niemniej wskaźnik radaru został umieszczony na desce rozdzielczej makiety samolotu. Samolot miał być napędzany silnikiem Nakajima Homare 42-Gata (Model 42), znany również pod oznaczeniami Homare Kai 201-Gata, według oznaczenia marynarki NK9A-O, a według wspólnego oznaczenia przyjętego dla lotnictwa marynarki i sił lądowych Ha-45-42. Była to jednostka w układzie podwójnej gwiazdy z 18 cylindrami z dwustopniową, trzybiegową sprężarką (niektóre starsze źródła podają, że dwubiegową). Konstruktorzy liczyli, że silnik będzie zdolny do osiągnięcia mocy startowej 2200 KM, mocy trwałej 2030 KM na wysokości 1000 m, 1810 KM na wysokości 5500 m i 1600 KM na wysokości 10 000 m. Silnik wymagał dużego dopływu powietrza, z tego powodu w kanale dolotowym powietrza do silnika zainstalowano wentylator wymuszający jego większy dopływ. Chłodnica oleju znajdowała się pod kadłubem pomiędzy wnękami głównego podwozia. Maszyna wyposażona była w czterołopatowe, samoprzestawialne, metalowe śmigło typu VDM o średnicy 3,5 m produkcji firmy Sumitomo.

## Uzbrojenie
W pierwszym wybranym do zastosowania wariancie uzbrojenia strzeleckiego przyszłego samolotu zdecydowano się na zastosowanie czterech działek kalibru 20 mm umieszczonych w centropłacie, po dwa z każdej strony kadłuba oraz dwóch wielkokalibrowych karabinów maszynowych 3-Shiki 1-Gata (Typ 3 Model 1) kalibru 13,2 mm. Te z kolei planowano umieścić tuż u nasady skrzydeł przy kadłubie, po jednym karabinie z każdej stronie. Ich ładowanie miało odbywać się poprzez wnęki podwozia głównego. Tak uzbrojony samolot prezentował się w czerwcu 1944 roku. Po modyfikacji projektu, uzbrojenie zostało wzmocnione do sześciu działek kalibru 20 mm (po trzy działka na każde skrzydło), ale zrezygnowano z karabinów u nasady skrzydeł. Tym niemniej niektóre źródła utrzymują, że w ostatecznym kształcie samolot miał posiadać sześć działek 20 mm oraz dwa karabiny 13,2 mm (te ostatnie nie są jednak widoczne na zdjęciach makiety maszyny z lipca 1944 roku). Zapas amunicji miał wynosić po 200 nabojów na lufę, zarówno dla działek jak i wielkokalibrowych karabinów maszynowych. W przypadku działek, początkowo zdecydowano się na wybór 99-Shiki 2-Go 4-Gata (Typ 99 Wzór 2 Model 4), ale najprawdopodobniej od marca 1944 roku miały to już być nowsze 18-Shi 1-Gata (18-Shi Model 1). Pilot miał mieć do dyspozycji celownik odblaskowy 98-Shiki 1-Gata (Typ 98 Model 1), będący japońską wersją niemieckiego celownika Revi 2B lub, w przyszłości celownikiem 4-Shiki 1-Gata (Typ 4 Model 1) będącym z kolei wersją również niemieckiego Revi C/12C.
Poza uzbrojeniem strzeleckim przewidywano również instalację pod skrzydłami samolotu wyrzutników czterech bomb o masie od 30 do 60 kg każda lub alternatywnie dwóch bomb o masie 250 kg każda.